# Factory Records
Factory Records («Фэ́ктори ре́кордз») — британская звукозаписывающая компания, существовавшая в Манчестере в 1978—1992 гг. Один из самых известных лейблов, ориентировавшийся на местный альтернативный рок.

Компания была основана 1978 году Тони Уилсоном, Аланом Эразмусом, Робом Греттоном, Питером Сэвиллом и Мартином Хэннетом — изначально для выпуска продукции рок-группы Joy Division. Затем на лейбл перешли другие манчестерские группы A Certain Ratio, Section 25, Durutti Column, хотя основным источником доходов лейбла продолжали оставаться Joy Division и их дальнейшая инкарнация, New Order. У фирмы был свой дизайнер — Питер Сэвилл, и свой продюсер — Мартин Хэннет, чьи новаторские работы оказали влияние на независимую музыкальную индустрию того времени. Собственно с Сэвилла и началась история компании — именно он оформил первым плакат клуба Factory, которому присвоил порядковый номер (FAC 1). Вслед нумерации стали подвергаться все мероприятия, связанные с Factory Records — выпуски пластинок, открыток, плакатов, открытия фестивалей и клубов — все они снабжались каталоговым номером Factory Records. К моменту прекращения деятельности лейбла каталог насчитывал 440 номеров, хотя в последующие годы Сэвилл изредка позволял себе продолжить нумерацию в случаях, имеющих отношение к Factory.
Другой, помимо New Order, группой, принёсшей значительный успех лейблу, стали Happy Mondays, выпустившие свой первый сингл в 1985 году. Однако именно Happy Mondays в конечном итоге послужили причиной банкротства лейбла в 1992 году, так как запись очередного альбома коллектива, Yes Please!, обошлась для Factory Records слишком дорого. Большая — наиболее прибыльная — часть каталога фирмы перешла к London Records.
За годы, прошедшие с момента закрытия Factory Records, лейбл оброс легендами и ныне является символом независимой музыкальной индустрии. Например, известно, что все музыканты не имели официального контракта с фирмой, и оттого фактически лейбл не должен был музыкантам почти ничего, что давало большую свободу самовыражения исполнителям, однако также принося им меньше денег (большая часть которых уходила в одно время в убыточный диско-клуб Haçienda). 
Все подобные правдивые и вымышленные истории были изложены в автобиографической книге главы Factory Records Тони Уилсона — «Круглосуточные тусовщики» («24 Hour Party People»), по которой в 2002 году был снят одноимённый художественный фильм Майкла Уинтерботтома. 
Сам Тони Уилсон пытался несколько раз возродить Factory Records (лейблы Factory 2, F4), но без успеха.

## Известные исполнители, записывавшиеся на лейбле
- A Certain Ratio
- Cabaret Voltaire
- Durutti Column
- Electronic
- Happy Mondays
- James
- Joy Division
- New Order
- Revenge
- Section 25
- Stockholm Monster
- The Other Two
- The Wake
- The Wendys